# ستاد فرماندهی هوانوردی عملیات ویژه نیروی زمینی ایالات متحده آمریکا
ستاد فرماندهی هوانوردی عملیات ویژه نیروی زمینی ایالات متحده آمریکا (انگلیسی: U.S. Army Special Operations Aviation Command) فرماندهی و کنترل، نظارت اجرایی و تأمین منابع دارایی‌ها و واحدهای هوانوردی ستاد فرماندهی عملیات ویژه نیروی زمینی ایالات متحده آمریکا (USASOC) را در حمایت از اهداف امنیت ملی ارائه می‌کند. ستاد فرماندهی هوانوردی عملیات ویژه در ۲۵ مارس ۲۰۱۱ و با ۱۳۵ سرباز ستادی و واحدهای تابعه با بیش از ۳۳۰۰ پرسنل، شامل هنگ ۱۶۰ عملیات ویژه (که خود شامل ۴ گردان هوانوردی است)، گروهان پروازی ستاد، گردان آموزش هوانوردی عملیات ویژه، دفتر مدیریت یکپارچه‌سازی سیستم‌ها و دفتر پروژه‌های کاربردی فناوری تأسیس شد. اولین فرمانده این ستاد، سرتیپ کلیتون ام. هاتمچر بود.